# Yau Tong (métro de Hong Kong)
Yau Tong (chinois : 油塘) est une station du métro de Hong Kong. Elle est la seule station de la Tseung Kwan O line à desservir Kowloon. Elle est desservie par les lignes Tseung Kwan O et Kwun Tong. Elle se situe à l'Ouest de Tiu Keng Leng.